# قانون برهم‌چینی
قانون برهم‌چینی یا روی‌هم‌گذاری (به انگلیسی: Law of superposition)، یک اصل کلیدی مطرح شده بر پایه مشاهدات تاریخ طبیعی است. این اصل یکی از اصول پایه در تحقیقات زمین‌شناسی و بررسی طبقات رسوبی محسوب می‌شود.
«طبقات رسوبی با گذشت زمان به توالی رسوب می‌کنند، به این ترتیب که قدیمی‌ترین لایه در پایین و جوان‌ترین لایه در بالا یافت می‌شود.» این اصل بنیادی نخستین بار در سده یازدهم میلادی توسط ابن سینا دانشمند و زمین‌شناس ایرانی مطرح گردید. در سده هفدهم میلادی نیکلاس ستنو (Nicolas Steno)، دانشمند دانمارکی این اصل را کامل و مدون کرد.

## دیدگاهابن سینا
ابن سینا هنگام بحث در رابطه با منشأ کوه‌ها در کتاب شفا، قانون برهم چینی را به صورت زیر مطرح می‌کند:
همچنین ممکن است که دریا اندک اندک خشکی را (دشت و کوه) بپوشاند و سپس عقب‌نشینی کند. احتمال آن می‌رود که دریا هنگام عقب‌نشینی رسوبات را به صورت یک لایه از خود به جای گذارد. از آن رو که به نظر می‌رسد برخی از کوه‌ها بر اساس ظاهر، از روی هم‌چیده‌شدن لایه‌ها تشکیل شده باشند، بنابر این می‌توان تصور کرد که رسوبات تشکیل دهنده لایه‌ها خود لایه‌لایه نشست کرده باشند. در ابتدا یک لایه تشکیل می‌گردد و سپس در یک دوره دیگر لایه‌ای دیگر تشکیل گردیده و روی لایه قبلی رسوب می‌کند و این روند ادامه می‌یابد. روی هر لایه را ماده‌ای با ترکیبی متفاوت می‌پوشاند که نقش جداکننده بین آن لایه و لایه بعدی را ایفا می‌کند. هنگامی که این رسوبات سخت شده و به سنگ تبدیل می‌گردند (petrification)، ماده جداساز تجزیه شده و از بین می‌رود. (اشاره احتمالی ابن سینا به ناهمسانی لایه‌ها unconformity)

## دیدگاه‌های تکمیلی
نیکلاس ستنو سال‌ها بعد ذکر کرد که کلیه رسوبات به‌طور افقی ته‌نشین می‌شوند و هرگونه تغییر از این وضعیت افقی در اثر عواملی است که بعدها سنگ‌های تشکیل شده را تحت تأثیر قرار داده‌اند. او همچنین یک اصل مهم دیگر را مطرح ساخت. او گفت که یک شی جامد، شکل مواد جامدی که اطرافش تشکیل می‌شوند را تحت تأثیر قرار می‌دهد. این اصل نشان می‌دهد که سنگواره‌ها و کریستال‌ها پیش از لایه‌های رسوبی که آنها را دربر گرفته‌اند قوام یافته‌اند. نیکلاس ستنو واقف بود که عوامل طبیعی مانند فرسایش و زمین لرزه می‌توانند این ترتیب را به هم زنند ولی در چنین شرایطی غالباً شواهدی بر تأثیر این عوامل وجود دارد (مانند شکست در لایه‌ها)
این اصول تنها زمان نسبی را تعیین می‌کنند (نه زمان مطلق را). دو لایه رسوبی می‌توانند با اختلاف چند روز یا چندین میلیون سال تشکیل شوند.
قانون برهم‌چینی به همراه سایر اصول زمین‌شناسی، ابزاری قدرتمند جهت تعیین سن لایه‌ها و سنگواره‌ها محسوب می‌شود.